# 동물의 숲 포켓 캠프
《동물의 숲 포켓 캠프》(영어: Animal Crossing: Pocket Camp, 일본어: どうぶつの森 ポケットキャンプ)는 닌텐도의 부분 유료화 생활 시뮬레이션 모바일 게임으로, 《동물의 숲》 시리즈의 게임 중 하나이자 첫 번째로 닌텐도 기기가 아닌 스마트폰으로 할 수 있는 동물의 숲 시리즈이다. iOS와 안드로이드 기기에서 모두 지원하고 있다.
대응 언어로는 현재 일본어·영어(북미/유럽)·프랑스어(북미/유럽)·스페인어(북미/유럽)·이탈리아어·독일어·중국어(번체자)·한국어의 11개 언어에 대응하고 있다. (한글을 입력했을 때 올바르게 표시되지 않는 글자가 드물게 존재한다.)

## 국가 출시
| 연도   | 국가별                                |
| ------ | ------------------------------------- |
| 2017년 | 10월 (오스트레일리아), 11월 (전 세계) |
| 2020년 | 7월 29일 (중화권)                     |
| 2021년 | 3월 29일 (대한민국)                   |

## 서비스 종료
닌텐도는 2024년 8월 22일, 갑작스러운 공지를 통해 2024년 11월 29일 금요일 0시(한국시간)에 "동물의 숲 포켓 캠프"의 서비스를 종료한다고 밝혔다. 서비스 종료 후에는 기존 데이터를 연동할 수 있는 유료 버전 앱인 "동물의 숲 포켓 캠프 컴플리트"를 발매할 예정이다.

## 맵
- 캠핑장
- 오두막
- 찰랑찰랑 강
- 햇살가득 섬
- 바닷바람 해변
- 산들산들 숲
- OK 모터즈
- 아카데미
- 부엉의 탐험 주사위
- 운세 쿠키를 먹자
- 데굴데굴 광산
- 햇살 광장
- 펠리오 택배
- 섬을 골라보자

## 참조
1. ↑  일본, 태국, 싱가포르, 미국, 캐나다, 멕시코, 브라질, 뉴질랜드, 남아프리카 공화국, 독일, 영국, 프랑스, 스페인, 이탈리아, 네덜란드, 오스트리아, 벨기에, 스위스, 포르투갈, 아일랜드, 러시아, 그리스, 키프로스, 몰타, 덴마크, 핀란드, 노르웨이, 스웨덴, 불가리아, 체코, 에스토니아, 크로아티아, 헝가리, 폴란드, 리투아니아, 룩셈부르크, 라트비아, 루마니아, 슬로베니아, 슬로바키아 등의 일부 국가에서 가능하다.
2. ↑  중화인민공화국 전역에 일부 국가 제한되어 있다.